# Fietstas

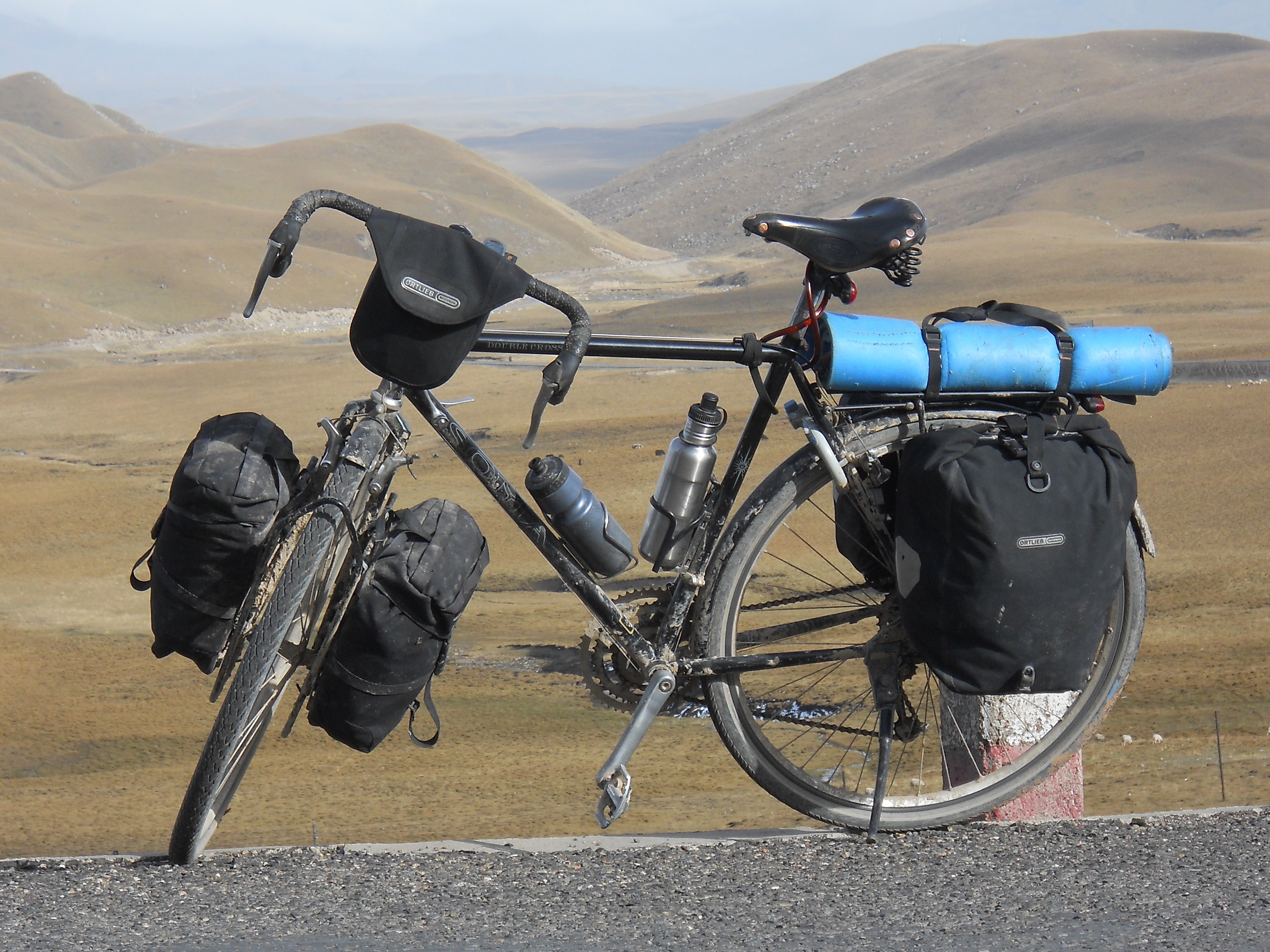
Fiets met diverse soorten fietstassen.

Een fietstas is een verzamelnaam voor verschillende soorten tassen die aan een fiets bevestigd kunnen worden.

## Soorten fietstassen

### Dubbele fietstas
Het meest bekend en gebruikt is de dubbele fietstas. De dubbele fietstas wordt over de bagagedrager heen gelegd en met riempjes bevestigd. Vaak zitten er aan de binnenzijde van de fietstas ook nog haakjes waarmee de twee compartimenten links en rechts aan het frame bevestigd kunnen worden zodat de tassen niet op kunnen waaien of ergens achter kunnen blijven haken. 

### Enkele fietstas
De enkele fietstas wordt ook wel een afhaaktas of shopper genoemd. Deze kan met één simpele beweging van de fiets worden afgehaakt en worden meegenomen voor bijvoorbeeld de boodschappen in de winkel. 

### Kinderfietstas
Een dubbele of enkele fietstas maar dan veel kleiner en kleuriger uitgevoerd speciaal voor kinderfietsen met een wielmaat van 12" tot 24".

### Luiertas
Een fietstas met daarin de functionaliteit van een luiertas, vaak ook uitgevoerd met een schouderriem in plaats van alleen een handvat.

### Laptoptas
Een enkele fietstas die speciaal op maat gemaakt is voor een laptop. Bijna alleen verkrijgbaar in een uitvoering voor een 15,6" beeldscherm. Zo goed als niet verkrijgbaar in een 17" uitvoering. Verder wordt bij sommige laptop fietstassen een losse sleeve meegeleverd maar bij andere is er een speciaal gewatteerd compartiment dat vast bevestigd is aan de binnenzijde van de fietstas. Vaak wordt de tas uitgevoerd met een schouderband zodat deze ook gebruikt kan worden als schoudertas. 

### Stuurtas
Een tas die aan de voorzijde van het stuur bevestigd kan worden. Wordt veel gebruikt voor trekking en door toerfietsers. Een speciale doorzichtige plastic regenhoes geeft ruimte om een kaart netjes op te bergen boven op de tas. 

### Zadeltas
Een tasje van zeer uitlopend formaat en kwaliteit. Wordt onderaan het zadel bevestigd om bijvoorbeeld bandenplakspullen in op te bergen. Wordt soms meegeleverd bij de aankoop van een fiets. 

### Frametas
Een tas die in de kruising van frame kan worden opgehangen door middel van riempjes. Zorgt voor extra opbergruimte voor trekkers en toerfietsers. 

## Merken
Fietstassen zijn er in vele prijzen en kwaliteiten. Enkele merken zijn Dandell, Willex, Basil, New Looxs, Topeak, Brooks England, Agu en Fastrider.